# 브룬탈구

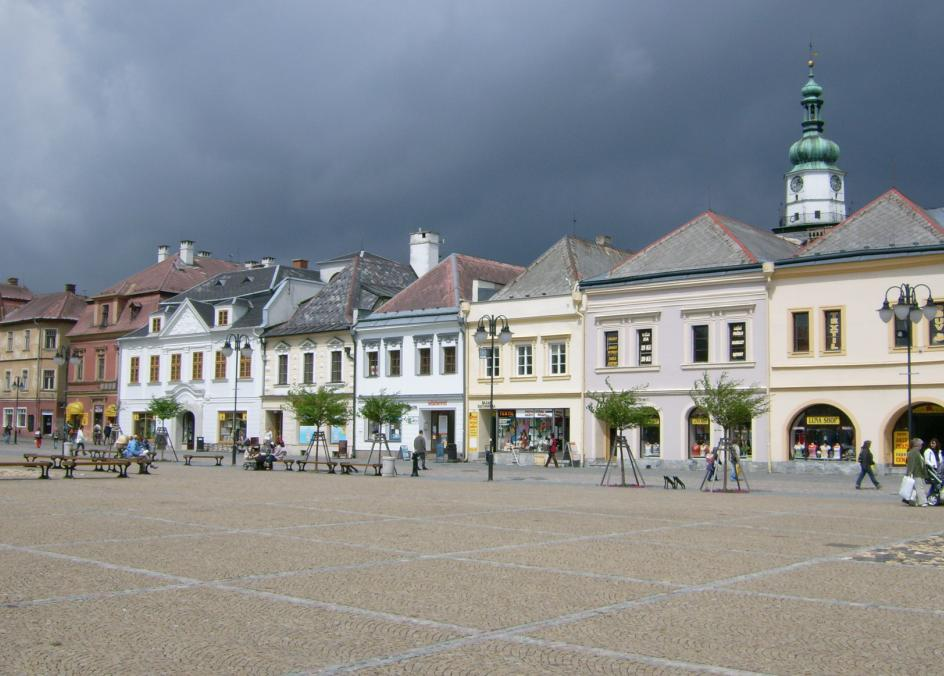
브룬탈구의 행정 중심지인 브룬탈

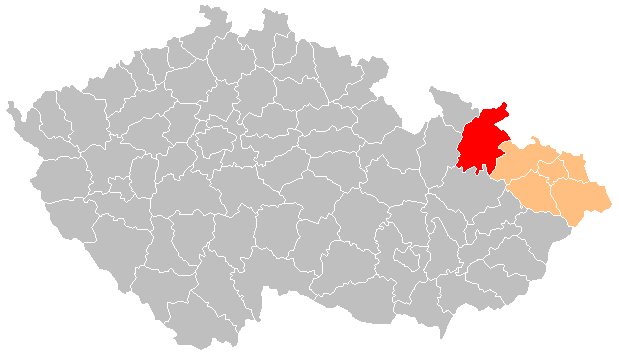
브룬탈구의 위치

브룬탈구(체코어: Okres Bruntál)는 체코 모라바슬레스코주를 구성하는 6개 구 가운데 하나로 행정 중심지는 브룬탈이며 면적은 1,536.06km2, 인구는 92,018명(2019년 1월 1일 기준), 인구 밀도는 60명/km2이다.
모라바슬레스코주 서부에 위치하며 67개 지방 자치체(9개 시, 58개 마을)를 관할한다. 모라바슬레스코주 오파바구, 올로모우츠주 올로모우츠구, 슘페르크구, 예세니크구와 접하며 북쪽으로는 폴란드와 국경을 접한다.